# William Ramsay
Sir William Ramsay (Glasgow, 1852. október 2. – High Wycombe, 1916. július 23.) skót kémikus. Felfedezte az argon, neon, kripton és xenon nemesgázokat, valamint elsőként izolálta a héliumot, aminek addig csak a színképét ismerték a Napból. 1904-ben kémiai Nobel-díjban részesült.

## Élete
William Ramsay 1852. október 2-án született Glasgow-ban id. William Ramsay mérnök és felesége, Catherine Robertson egyetlen gyermekeként. Nagybátyja a neves geológus, Sir Andrew Ramsay volt. Kálvinista neveltetésben részesült, és amikor 1866-ban befejezte a középiskolát a Glasgow Academyben, a Glasgow-i Egyetemen kezdett klasszikus irodalmat tanulni. Lelkésznek szánták, de érdeklődése a természettudományok, azon belül a kémia felé fordult. Fizikatanára Lord Kelvin volt. 1869-től másfél évig vegyésztechnikusként dolgozott egy laboratóriumban, majd 1871 áprilisában Németországba utazott, hogy a Tübingeni Egyetemen Wilhelm Rudolph Fittignél folytassa tanulmányait. 1872-ben, 19 évesen megvédte doktori disszertációját, amelyet a toluilsav és nitrotoluilsav kémiai tulajdonságairól írt.
Miután visszatért Glasgow-ba, az Anderson’s College-ben, Georg Bischof asszisztenseként kezdett dolgozni. 1874-től előadásokat tarthatott és megjelent első önálló közleménye. 1880-ban kinevezték a kis Bristoli Főiskola (University College, Bristol) kémiaprofesszorává, majd a következő évtől ő töltötte be az igazgatói posztot is. 1887-ben a University College London kémiatanáraként folytatta pályafutását. Itteni laboratóriumában huszonöt éven át, egészen visszavonulásáig végezte kísérleteit.

## Munkássága
Ramsay tudományos munkássága négy szakaszra osztható: a glasgow-i (1874–1880), ahol többnyire szerves kémiával foglalkozott; a bristol-londoni (1880–1894), melyben a folyadékok és gőzök kritikus állapotait vizsgálta; a korai londoni szakasz (1894–1900), ahol a nemesgázokra koncentrált; és a kései londoni periódus (1901–1916), amikor a radioaktivitás jelenségét tanulmányozta.
Glasgow-ban első mentorától, John Fergusontól megörökölt egy adag piridinbázis preparátumot, amelyből különféle oxidációs kísérletekkel piridinsavakat nyert és sikerült szintetizálnia a piridint. Vizsgálta az általa készített piridinsavak és az olyan alkaloidokból képzett savak közötti kapcsolatot, mint a kinin és a kinkonin. Ramsay az elsők között volt, akik megfelelő magyarázatot tudtak adni a Brown-mozgás jelenségére.
Bristolban Ramsay a folyadékok és gőzök kritikus állapotait tanulmányozta és mintegy harminc cikket közölt ebben a témában. Ezekben az években megalapozta technikai tudását a gőzök és gázok laboratóriumi vizsgálatához és többek között megtanult üvegedényeket fújni. Munkáját folytatta Londonban is és sikerült igazolnia az Eötvös Loránd által meghatározott összefüggést a felületi feszültség és a hőmérséklet között (ún. Eötvös-szabály). Kidolgozott egy módszert, amivel folyadék halmazállapotú anyagok molekulasúlyát lehetett meghatározni.

### A nemesgázok felfedezése

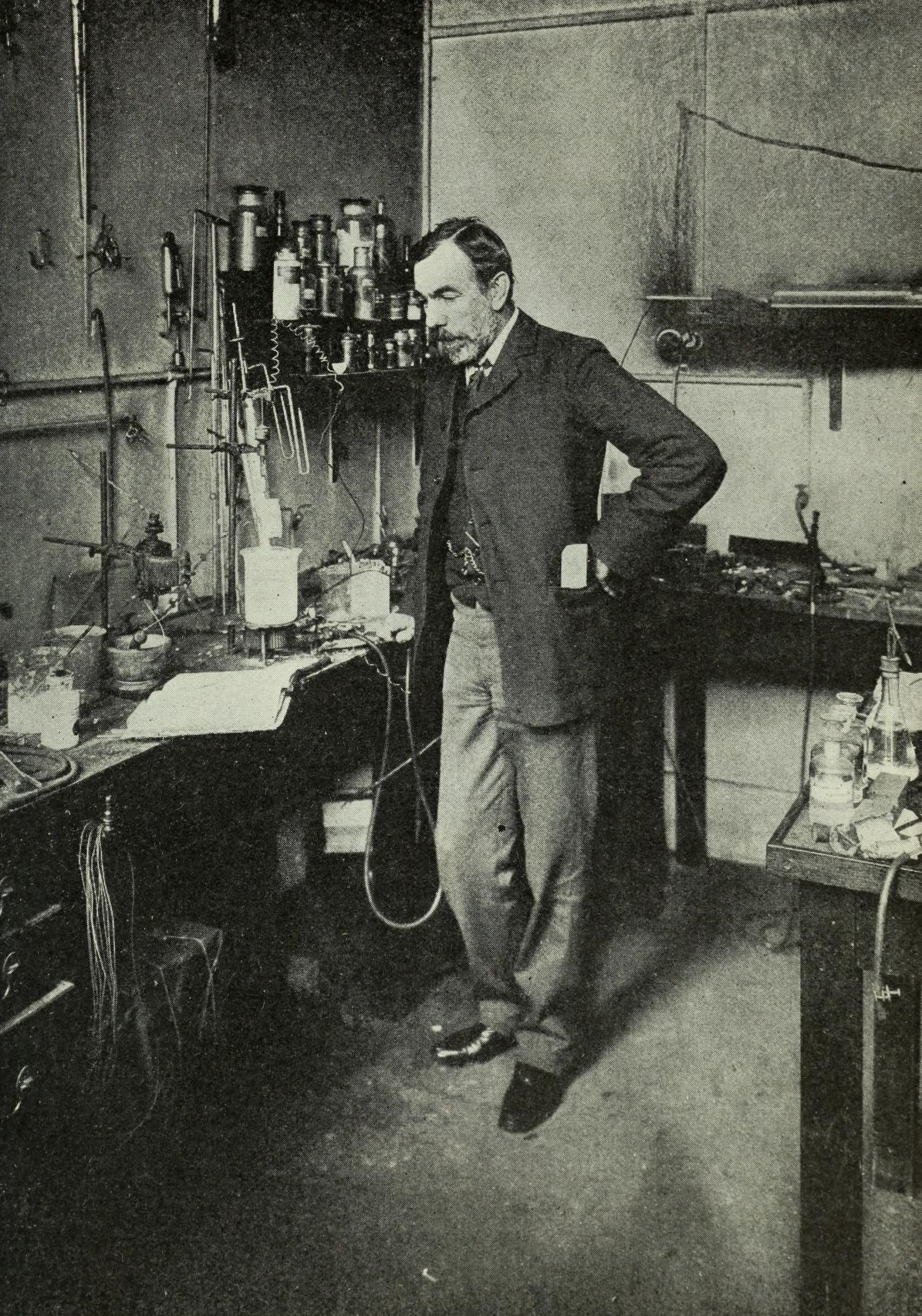
William Ramsay a laboratóriumban

1894-ben meghallgatta Lord Rayleigh előadását a levegőből izolált és vegyileg előállított nitrogéngáz sűrűsége közötti különbségről (a jelenségre még Cavendish hívta fel a figyelmet 1785-ben). Rayleigh úgy vélte, hogy a kémiai nitrogén valamilyen ismeretlen könnyű gázzal lehet szennyezve; Ramsay szerint viszont a légköri nitrogénhez társulhatott idegen gáz. Mindketten nekiláttak az analízisnek. Ramsay égetéssel eltávolította az oxigént a levegőmintából, a nitrogént pedig hevített magnéziummal kötötte le, amiből így magnézium-nitrid keletkezett. A maradék, viszonylag nehéz gáz azonban mindenféle kémiai reakcióval szemben semlegesnek mutatkozott. 1894. augusztus 4-én levelet írt Rayleighnek, aki válaszában közölte, hogy ő is részleges sikerrel járt. Eredményüket közösen jelentették be, és a felfedezett gázt argonnak nevezték el.
1895. február 1-én felhívták a figyelmét, hogy a William Hillebrand által 1890-ben cleveit ásványból előállított, nitrogénnek gondolt gáz is argon lehet. Ramsay gyenge kénsavban hevítette az ásványt, és analizálta a felszabaduló gázt. Ennek során színképelemzést is végrehajtottak és meglepetésükre az azonosnak bizonyult azzal a héliuméval, amit Pierre Janssen 1868-ban fedezett fel a Nap spektrumában és úgy gondolták, hogy a Földön nem fordul elő. Március 27-én Ramsay bejelentette a földi hélium izolálását. Morris Traversszel közösen megállapította fizikai tulajdonságait és kiderítette, hogy kémiailag az is teljesen inert. A későbbiekben felismerte, hogy a tórium- és urántartalmú ásványok szintén tartalmaznak héliumot és ezzel magyarázta a gáz légköri jelenlétét is.
Ramsay a hélium és argon Mengyelejev-táblázatban való elhelyezése után feltételezte, hogy a két elem között léteznie kell még más, hasonló természetű nemesgázoknak. 1898-ban folyékonyra hűtött levegő elpárologtatásával frakcionálta annak összetevőit, és az oxigén és nitrogén eltávolítása után elemezte a maradék spektrumát. Május 31-én Ramsay és Travers felismerte egy új elem sárga–zöld színképvonalait; ezt kriptonnak nevezték el. Pár nappal később sikerült szerezniük folyékony tisztított argont, amelynek párologtatásával és színképelemzésével június 12-én felfedezték a neont (valamint a metargont, de arról kiderült, hogy szennyeződés volt). A kripton tisztítása során kiderült, hogy mintegy 20%-ban egy másik, kevésbé illékony és a kék sávban elnyelő elemet, xenont tartalmaz, amelynek felfedezését 1898. szeptember 8-án közölték.
Ramsay 1902-ben kezdett foglalkozni a radioaktív anyagok ún. „kigőzölgésével”, „emanációjával”, amelyet Rutherford a tóriumhoz, F. E. Dorn pedig a rádiumhoz kötött. Ez a gáz kémiailag teljesen inertnek bizonyult. 1903-ban Ramsay és Frederick Soddy felvette a rádium-bromidból távozó emanáció színképét, és abban többek között héliumot találtak. Vizsgálati anyag azonban csak nagyon kevés állt rendelkezésre, és részletes spektrumot csak évekkel később tudtak felvenni. Egyúttal megállapították hogy az emanáció egyatomos gázt is tartalmaz, melynek atomtömege 223 dalton. Az anyagnak C. Schmidt adta a radon nevet 1918-ban.
1907/1908-ban Ramsay 20 tonnányi folyékony levegőt vizsgált át, újabb nemesgázok után kutatva, de valamennyi mérése negatívnak bizonyult. Ezután a feltételezett koroniumot és nebuliumot próbálta izolálni mintegy száz tonnányi folyékony levegőből, de megint csak sikertelenül. Melléktermékként 250 ml-nyi xenont és kriptont állított elő, így pontosabban újramérhette fizikai tulajdonságaikat.

## Elismerései
- Leconte-díj (1895)
- Barnard-érem (1895)
- Longstaff-érem (1897)
- Davy-érem (1895)

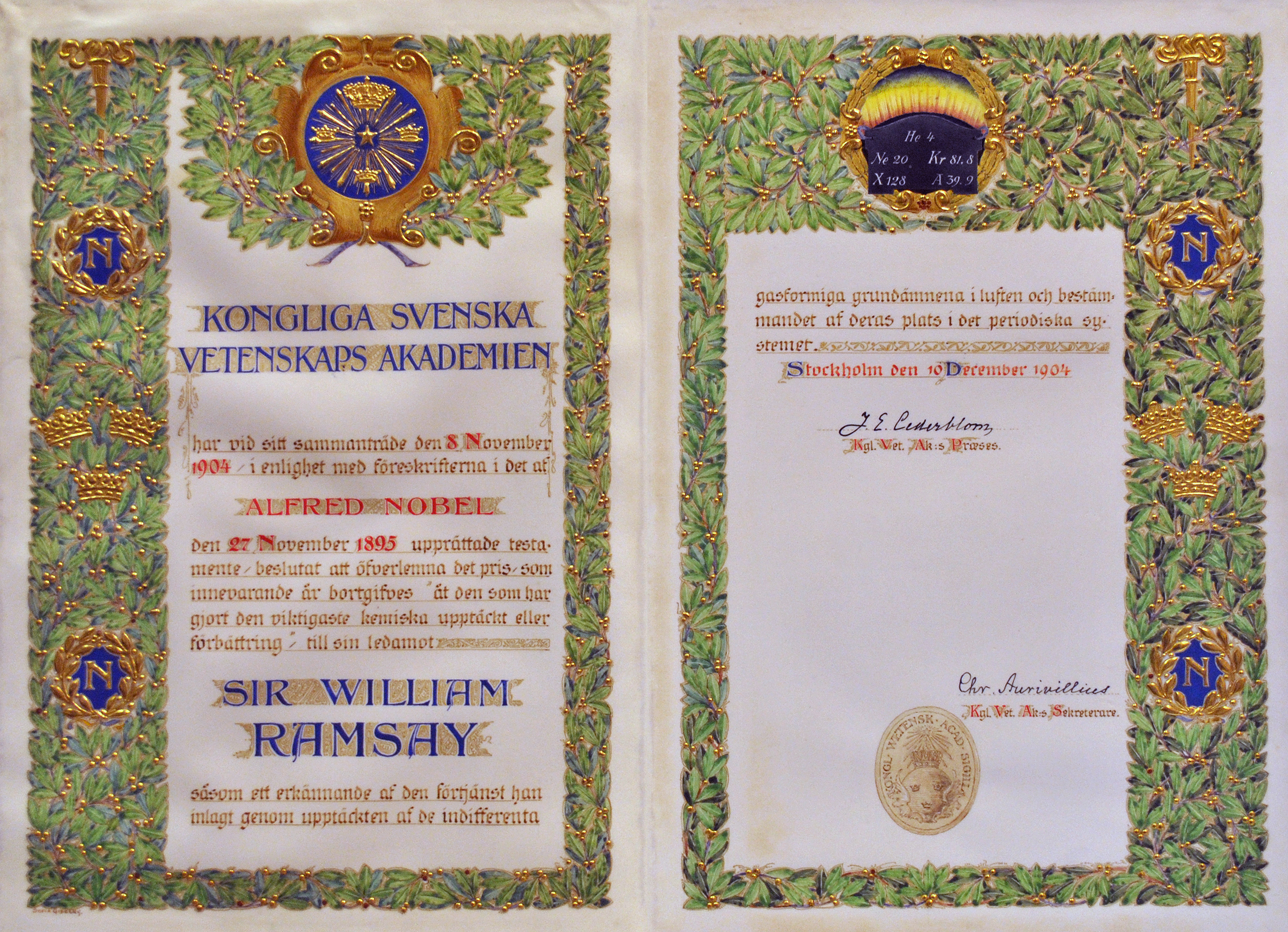
William Ramsay Nobel-díjának oklevele

- A Fürdőrend parancsnoki fokozata (1902)
- Kémiai Nobel-díj (1904)
- Matteucci-érem (1907)
- Elliott Cresson-érem (1913)
- Pour le Mérite
- Francia Becsületrend

1888-ban a Royal Society tagjává választotta. Tiszteletbeli tagja volt Írország, Németország, Csehország, Hollandia, Olaszország, Oroszország, Ausztria, Románia, Norvégia és Svédország tudományos akadémiáinak.

## Családja és személyisége
Ramsay 1881-ben vette feleségül Margaret Buchanant; egy fiuk (William George) és egy lányuk (Catherine Elizabeth) született.
Ramsayt ismerősei örök optimistának, kulturált úriembernek írták le, akinek az volt a mottója, hogy „légy kedves mindenkihez”. Fiatalos lelkesedése, energiája, közvetlensége mindenkire hatással volt a környezetében; jellemét a rázúdított kitüntetések sem változtatták meg. Több nyelven beszélt folyékonyan, és sokat utazott. 1912-ben hivatalosan visszavonult, de Londonban maradt, míg a következő évben be nem fejeződtek közös kísérletei Frederick G. Donnannal; ezután vidékre, Hazlemere-be költözött. Az első világháború során őt is elragadta a németellenes hangulat, ennek ellenére halálát minden nemzet tudósai meggyászolták.
William Ramsay 1916. július 23-án halt meg High Wycombe-ban, 63 évesen, orrüregrák következtében.